# アイラ・ヘイズ
アイラ・ヘイズ（Ira Hayes、1923年1月12日 - 1955年1月24日）、またはアイラ・ハミルトン・ヘイズ（Ira Hamilton Hayes）は、アメリカ海兵隊の軍人。硫黄島の戦いで擂鉢山に星条旗を掲げた6人の兵士の1人であり、6人の中で唯一アメリカ先住民族（ピマ族）であった。

## 生い立ち
アイラ・ヘイズ（以下「アイラ」と記す）は、1923年1月12日にアリゾナ州ピナル郡サカトンで生まれた。
保留地での小学校を卒業後、アイラは全寮制のフェニックス・インディアン学校に入学した。後年、『硫黄島の星条旗』の著者ジェームズ・ブラッドリーがアイラの肉親にインタビューを行ったところによると、アイラは幼少の頃より寡黙で物静かな人物であったという。

## 入隊
1942年9月、19歳のとき、サン・ディエゴで海兵隊に入隊する。基礎訓練を行った後、海兵隊落下傘学校に入学し、11月30日に合衆国海兵隊落下傘兵記章を獲得する。そのため、アイラはピマ族として初めて落下傘学校を卒業した人物となった。
1943年3月14日、アイラはニューカレドニア島に到着する。ここで最終的な訓練を行った後、10月にベララベラ島、12月3日にはブーゲンビル島に上陸した。これがアイラにとって初の実戦参加となる。その後アイラは1944年1月中旬にブーゲンビル島を離れ、2月14日にサン・ディエゴに到着している。サン・ディエゴでアイラの所属していた落下傘大隊は解散となり、全員に30日間の休暇が与えられたため、アイラはこの間に帰省している。

## 硫黄島の戦い

硫黄島での星条旗掲揚に関わった軍人の名前入り解説図。アイラは一番左。

1944年3月、休暇を終えて帰隊したアイラは第5海兵師団に転属となり、半年間ペンドルトン基地で訓練を行った。部隊はその後9月19日にサン・ディエゴを出港し、10月にハワイ島のタラワ基地に到着して、ここで更に実戦的な訓練を行った。
1945年1月、アイラの部隊は硫黄島の戦いに参加すべくタラワ基地を出発した。途中のテニアン島で上陸演習を行った後、2月19日にアイラの部隊は硫黄島に上陸を果たした。上陸から3日後の1945年2月23日にフランクリン・スースリー、ハロルド・ケラー、ハーロン・ブロック、マイク・ストランク、ハロルド・シュルツの5名と共にアイラは硫黄島南部の摺鉢山山頂に星条旗を掲げた（5名の氏名は、2019年10月までの訂正後のもの）。
硫黄島の星条旗の写真がアメリカ本土で話題になっていることも知らないまま、アイラは3月26日まで硫黄島で一兵卒として戦い続けた。

## 身元判明まで
硫黄島の星条旗の写真を見たフランクリン・ルーズベルト大統領は、写真に写った6人の海兵隊員を国債のキャンペーンに使うことを考え、すぐに6人を呼び戻すよう大統領命令を出した。その結果、最初に身元が判明したのはレイニー・ギャグノン（以下「ギャグノン」と記す）であった。ギャグノンは残りのメンバーの身元も明かすように命令を受けたが、アイラは自分の名前が出ることを懸念してギャグノンを脅迫した。そのため、ギャグノンは自分を含めた5人の名前 を明かしたが、アイラに関しては言及しなかった。
しかし、4月7日にワシントンに到着したギャグノンはすぐに海兵隊司令部へ連行された。司令部でギャグノンは厳しい訊問を受け、最後の1人を言わないと軍法会議にかけると言われたために、ギャグノンはつらそうな様子 でアイラの名前を明かした。海兵隊司令部はこの翌日に星条旗を掲揚した6人の名前を公表し、6人の名前はアメリカ全土で大々的に報道された。4月9日にはアイラの部隊にもその報せが届き、4月12日にアイラの乗った輸送船がハワイ島のヒロに入港すると、アイラは部隊と別れて4月15日にワシントン行きの輸送機に搭乗した。

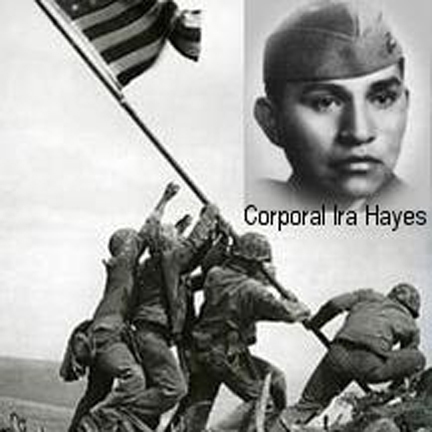
当時22歳のアイラ・ヘイズ伍長。

## 国債ツアー
4月19日、アイラはギャグノン、ジョン・ブラッドリーの二人とワシントンで再会を果たした。アイラはジョン・ブラッドリーに対しては以前と変わらずに接したが、ギャグノンに対しては冷たく接するようになった。なお、この日から彼ら3人は財務省の管轄に移った。
翌4月20日、3人はハリー・トルーマン大統領とホワイトハウスで面会を果たした。3人はこの日、大統領と面会後も上院議員や下院議長との面会や議事堂での昼食会、夜はグリフィス・スタジアムで野球観戦など一日中スケジュールに追われた。
その後3人は5月9日から始まる第7回国債ツアーに参加することになった。一行はニューヨーク、シカゴ、デトロイト、インディアナポリスなどを巡ったが、その途中の5月19日、シカゴのソルジャー・フィールドでの国旗掲揚セレモニーの前にアイラは姿を消してしまった。捜索の結果、翌日のセレモニーが始まる数時間前に繁華街で泥酔状態のアイラを警察が保護したが、アイラは本番の国旗掲揚の際に立っているのがやっとという状態であった。
この様子を客席で見ていたアレクサンダー・ヴァンデグリフト海兵隊司令官は激怒し、5月24日にヴァンデグリフト直々の命令書がアイラのもとに届いた。その命令書によりアイラは国債ツアーへの同行をやめさせられ、原隊のE中隊に戻されることになった。この翌日、アイラは一行と別れてただ一人サンフランシスコへと向かったが、この日の新聞にはアイラは「みずからの希望で」また海外に行くことになったと報道された。
アイラはその後、ハワイのタラワ基地で原隊に復帰した。

## 戦後

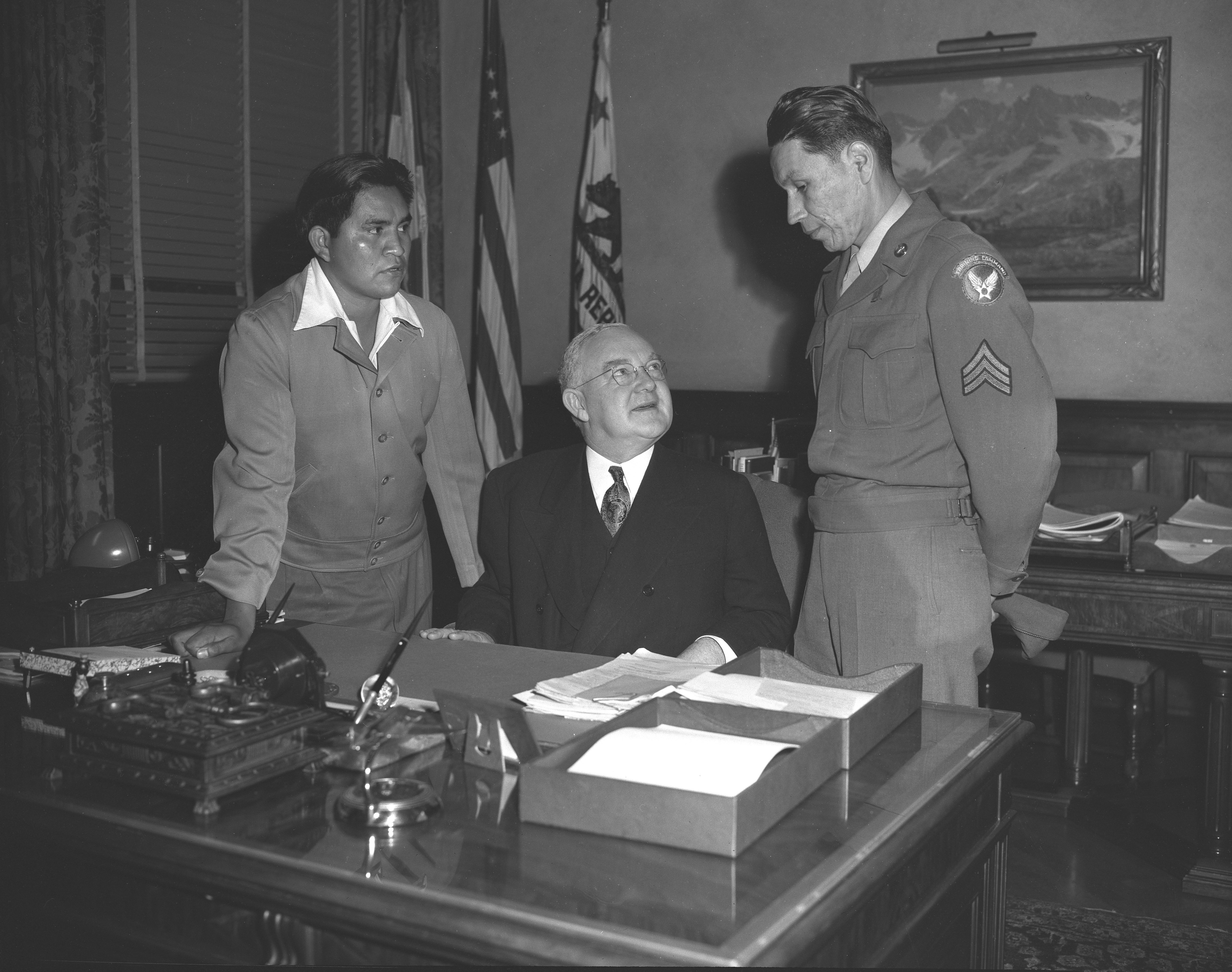
アイラ(左)とカリフォルニア市長フレッチャー・バウロン (1947年)

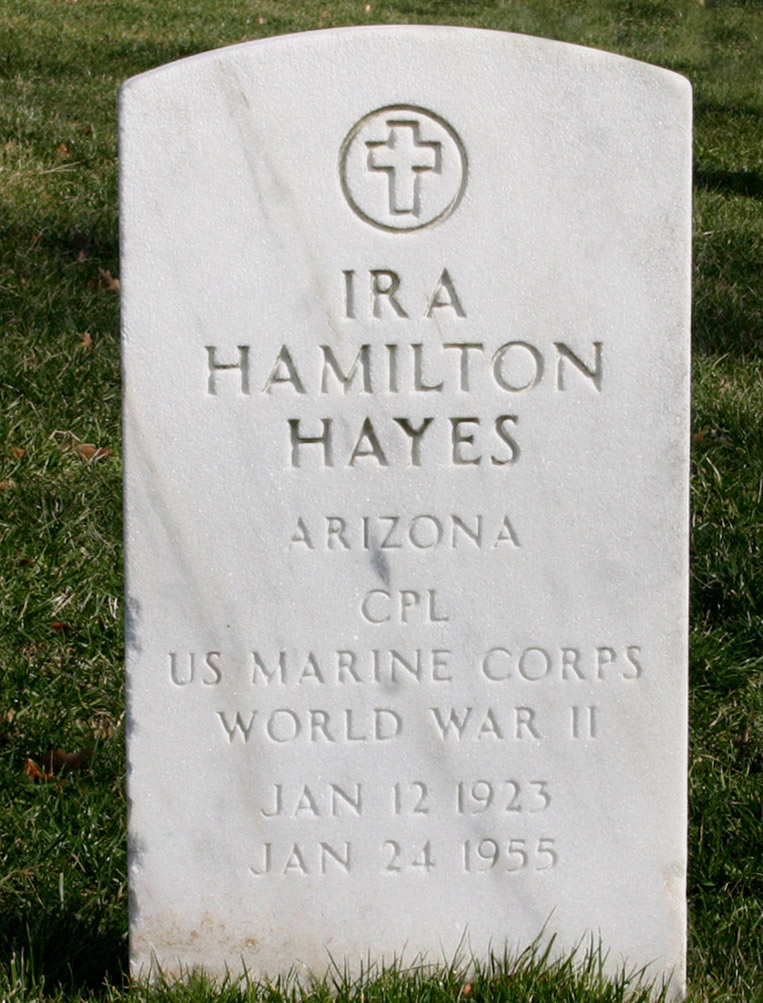
アイラ・ヘイズの墓

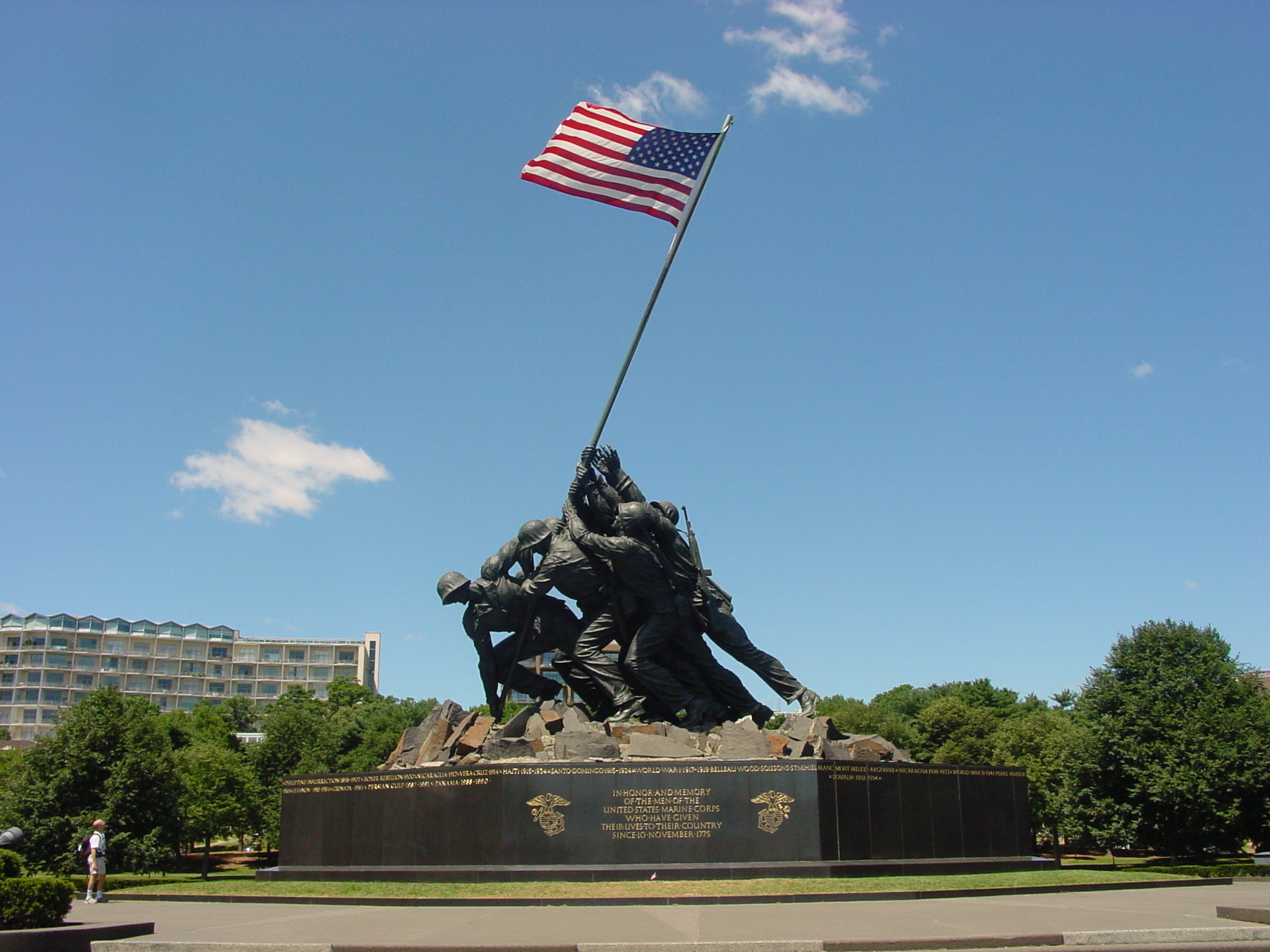
海兵隊戦争記念碑

1945年9月にアイラは日本で占領軍として勤務した後、10月25日に日本を発った。11月9日に船はサンフランシスコに着き、12月1日にアイラはサン・ディエゴで除隊した。
除隊後のアイラは故郷で日雇いの仕事をして暮らしたが、やがて「硫黄島のヒーロー」としての重圧から酒に溺れる様になり、留置所を出入りするような生活を送った。1946年5月、アイラはハーロン・ブロック（以下「ハーロン」と記す）の実家のあるテキサス州へヒッチハイクで旅に出た。3日後にハーロンの実家を探し当てたアイラは、ハーロンの父に国旗掲揚の際にいた6人のうちの1人はハーロンであったと告げ、これを聞いたハーロンの両親はすぐに海兵隊司令部に手紙を送り、8ヵ月後に写真の6人目はハーロンであると正式に認められた。
その後アイラは様々な行事や映画『硫黄島の砂』の撮影には出席したが、それ以外のときは以前と変わらない生活を送るようになった。アイラは1950年頃にシカゴに移り、工具の研ぎ師として工場で働き始めた。アイラは当初はまじめに働いていたが、ある日の社内報でアイラが「硫黄島のヒーロー」であると報じられた。これ以来、アイラは社内で有名人となるのだが、周囲の注目を集めるようになると再び酒に溺れる生活に逆戻りし、最終的には会社を辞めることになった。
1953年9月、アイラは5度目の逮捕で留置所に入っているときにシカゴ・サンタイムズの記者に写真を撮られ、その様子が大々的に報道された。さらにシカゴ・サンタイムズは「アイラ・ヘイズ基金」を設立し、「アイラをアルコール中毒から救う」活動を始めた。この活動はタイム誌などが報道したために全米に拡大し、結果的にシカゴ・サンタイムズの売上に大きく貢献したとされている。
留置所から釈放されたアイラは、歌手ディーン・マーティン夫人のお抱え運転手兼ベビーシッターとしてビバリーヒルズで働き始めた。ここでもアイラはまじめに働いていたが、10月にアイラは酒に酔って道に迷っていたところを警察に逮捕された。夫人はアイラをサナトリウムに入れて療養させ、療養後に仕事に復帰させたが、その1週間後にアイラは再び警察に逮捕された。この時アイラは判事から、懲役刑かアリゾナに帰るかの選択を迫られ後者を選択した。アイラはバスターミナルまで見送りに来た警官と夫人に涙を流して別れを告げ、故郷に帰った。
1954年11月10日、この日アーリントン国立墓地で海兵隊戦争記念碑の除幕式が行われることになった。この除幕式には写真の関係者が一堂に会し、生き残ったアイラ、ギャグノン、ジョン・ブラッドリーの3人と戦死したハーロン達3人の遺族だけでなく、写真を撮ったジョー・ローゼンタールやヴァンデグリフト前海兵隊司令官も呼ばれていた。そしてこの時が生存者3人が顔を合わせる最後となった。
1955年1月24日朝、アイラは遺体となって発見された。死因は過度のアルコール摂取による事故死とされた。1月25日の葬儀には約2000人の人が参列し、アイラの遺体はアリゾナ州議会議事堂でしばらく安置された後、アーリントン国立墓地に埋葬された。その際にはギャグノンも参列した。

## その後
1964年にカントリー歌手のジョニー・キャッシュはアイラの人生を題材とした「アイラ・ヘイズのバラッド」という歌を唄った。後にボブ・ディランもこの曲をカバーした。

## アイラ・ヘイズを演じた俳優
- 本人 『硫黄島の砂』（1949年）
- トニー・カーチス 『ジ・アウトサイダー（英語版）』（1961年）
- アダム・ビーチ 『父親たちの星条旗』（2006年）

## 脚註
1. ↑  Chief Falling Cloud
2. ↑  Ira Hayes, Pima Marine, by Albert Hemingway, 1988, ISBN 0819171700.
3. ↑  このときギャグノンがあげた名前には間違いがあり、ハーロン・ブロックの名前は入っていなかった。
4. ↑  『硫黄島の星条旗』、pp439
5. ↑  『硫黄島の星条旗』、pp474
6. ↑  『硫黄島の星条旗』、pp531